# Sindrome da delezione 1p36
La sindrome da delezione 1p36 è una malattia genetica congenita caratterizzata da disabilità intellettiva che può variare da moderata a grave e includere ritardo della crescita, ipotonia, convulsioni, limitata capacità di parola, malformazioni, disturbi dell'udito e della vista e caratteristiche facciali distinte. I sintomi possono variare, a seconda della posizione esatta della delezione cromosomica.
La condizione è causata da una delezione genetica (perdita di un segmento di DNA) sulla banda più esterna del braccio corto (p) del cromosoma 1. È una delle sindromi da delezione più comuni. Si stima che la sindrome si manifesti ogni 5.000-10.000 nascite.

## Segni e sintomi
Ci sono un certo numero di segni e sintomi caratteristici della monosomia 1p36, ma nessun individuo mostrerà tutte le caratteristiche. In generale, i bambini mostreranno incapacità di prosperare e ritardi generali.
La maggior parte dei bambini con sindrome da delezione 1p36 ha uno sviluppo ritardato del linguaggio e delle capacità motorie. Il linguaggio è gravemente compromesso, infatti molti bambini imparano solo poche parole o non parlano affatto. Anche i problemi comportamentali sono comuni e includono scoppi d'ira, sbattere o lanciare oggetti, colpire le persone, episodi di urla e comportamenti autolesionistici (mordere il polso, colpire/sbattere la testa). Una percentuale significativa di persone affette rientra nello spettro autistico e molti mostrano stereotipie.
La maggior parte delle persone con sindrome da delezione 1p36 ha qualche anomalia strutturale del cervello e circa la metà soffre di epilessia o altre convulsioni. Quasi tutti i bambini mostrano un certo grado di ipotonia. Le anomalie strutturali comuni del cervello comprendono l'agenesia del corpo calloso, l'atrofia corticale cerebrale, le disbasia e la ventricolomegalia. Sono comuni anche disfagia, reflusso esofageo e altre difficoltà di alimentazione.
Le anomalie visive più comuni associate alla sindrome da delezione 1p36 includono ipermetropia, miopia e strabismo (occhi incrociati). Meno comuni ma ancora riconosciuti sono blefarofimosi, cataratta, albinismo oculare, atrofia ottica, pallore del disco ottico e coloboma del nervo ottico.

### Caratteristiche facciali distinte
Le caratteristiche facciali della sindrome da delezione 1p36 sono state considerate peculiari, sebbene pochi pazienti siano stati diagnosticati esclusivamente sulla base dell'aspetto facciale. Queste caratteristiche possono includere la microcefalia (testa piccola), che può essere combinata con la brachicefalia (testa corta); occhi piccoli e infossati; sopracciglia dritte; pieghe epicantali; naso largo e piatto; ipoplasia della faccia mediana; mento appuntito; orecchie di forma anormale, ruotate e ad impianto basso. I neonati possono avere una fontanella anteriore grande o può chiudersi tardi.

### Altri difetti congeniti

#### Scheletrici
Piedi corti, brachidattilia (dita corte) e camptodattilia (flessione permanente di un dito), clinodattilia del quinto dito (curvatura anormale) e altre anomalie scheletriche si trovano talvolta in concomitanza con la delezione 1p36.

## Genetica
La sindrome da delezione 1p36 è causata dalla delezione della banda luminosa più distale del braccio corto del cromosoma 1.

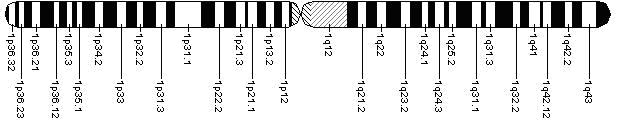
Cromosoma umano 1

I breakpoint per la sindrome da delezione 1p36 sono variabili e si trovano più comunemente da 1p36.13 a 1p36.33. Il 40% di tutti i breakpoint si verifica da 3 a 5 milioni di coppia di basi dal telomero. La dimensione della delezione varia da circa 1,5 milioni di paia di basi a più di 10 milioni.
La maggior parte delle delezioni nel cromosoma 1p36 sono mutazioni de novo. Il 20% dei pazienti con sindrome da delezione 1p36 eredita la malattia da un genitore che porta una traslocazione bilanciata o simmetrica.

## Diagnosi
La sindrome da delezione 1p36 viene solitamente sospettata sulla base dei segni e dei sintomi e confermata dall'ibridazione in situ fluorescente (FISH).

## Trattamento
Non esiste una cura per la sindrome da delezione 1p36 e il trattamento si concentra sull'alleviare i sintomi della malattia. Di particolare importanza sono i farmaci appropriati per le manifestazioni endocrine e neurologiche, come i farmaci antiepilettici. Le difficoltà di alimentazione possono essere gestite con ausili specializzati o con un sondino gastrostomico.

## Epidemiologia
La sindrome da delezione 1p36 è la sindrome da delezione terminale più comune negli esseri umani. Si verifica in una proporzione tra 1/5000 e 1/10.000 nati vivi.